# Liste der Länderspiele der kuwaitischen Futsalnationalmannschaft der Frauen
Die nachfolgende Liste enthält alle Länderspiele der kuwaitischen Futsalnationalmannschaft der Frauen, die der Fußballverband von Kuwait, die Kuwait Football Association (KFA), im Jahr 2008 gegründet hat. Futsal ist die einzige von der FIFA anerkannte Variante des Hallenfußballs. Bisher wurden zwei Länderspiele ausgetragen.

## Länderspielübersicht
Legende
- Erg. = Ergebnis
- n. V. = nach Verlängerung
- i. S. = im Sechsmeterschießen
- abg. = Spielabbruch
- H = Heimspiel
- A = Auswärtsspiel
- * = Spiel auf neutralem Platz
- Hintergrundfarbe grün = Sieg
- Hintergrundfarbe gelb = Unentschieden
- Hintergrundfarbe rot = Niederlage

| Nr.                    | Datum      | Erg. | Gegner    |   | Austragungsort | Anlass                        | Bemerkungen |
| ---------------------- | ---------- | ---- | --------- | - | -------------- | ----------------------------- | --- |
| 1                      | 28.07.2008 | 0:18 | Jordanien | A | Amman (JOR)    | WAFF Futsal Championship 2008 | Erstes Auswärtsspiel Erste Niederlage Erste Auswärtsniederlage Höchste Niederlage Höchste Auswärtsniederlage Erstes Länderspiel gegen Jordanien |
| 2                      | 30.07.2008 | 0:11 | Palästina | * | Amman (JOR)    | WAFF Futsal Championship 2008 | Erstes Spiel auf neutralem Platz Erste Niederlage auf neutralem Platz Höchste Niederlage auf neutralem Platz Erstes Länderspiel gegen Palästina |
| Stand: 24. August 2018 |            |      |           |   |                |                               | |

## Statistik
In der Statistik werden nur die offiziellen Länderspiele berücksichtigt.
Legende
- Sp. = Spiele
- Sg. = Siege
- Uts. = Unentschieden
- Ndl. = Niederlagen
- Hintergrundfarbe grün = positive Bilanz
- Hintergrundfarbe gelb = ausgeglichene Bilanz
- Hintergrundfarbe rot = negative Bilanz

### Gegner
| Land      | Kontinentalverband | Sp. | Sg. | Uts. | Ndl. | Torverhältnis |
| --------- | ------------------ | --- | --- | ---- | ---- | ------------- |
| Jordanien | AFC                | 1   | 0   | 0    | 1    | 00:18         |
| Palästina | AFC                | 1   | 0   | 0    | 1    | 00:11         |
| Gesamt    | Gesamt             | 2   | 0   | 0    | 2    | 00:29         |

### Kontinentalverbände
| Kontinentalverband                 | Sp. | Sg. | Uts. | Ndl. | Torverhältnis |
| ---------------------------------- | --- | --- | ---- | ---- | ------------- |
| AFC (Asien)                        | 2   | 0   | 0    | 2    | 00:29         |
| CAF (Afrika)                       | 0   | 0   | 0    | 0    | 0:0           |
| CONCACAF (Nord- und Mittelamerika) | 0   | 0   | 0    | 0    | 0:0           |
| CONMEBOL (Südamerika)              | 0   | 0   | 0    | 0    | 0:0           |
| OFC (Ozeanien)                     | 0   | 0   | 0    | 0    | 0:0           |
| UEFA (Europa)                      | 0   | 0   | 0    | 0    | 0:0           |
| Gesamt                             | 2   | 0   | 0    | 2    | 00:29         |

### Anlässe
| Anlass                          | Sp. | Sg. | Uts. | Ndl. | Torverhältnis |
| ------------------------------- | --- | --- | ---- | ---- | ------------- |
| WAFF Futsal Championship-Spiele | 2   | 0   | 0    | 2    | 00:29         |
| Freundschaftsspiele             | 0   | 0   | 0    | 0    | 0:0           |
| Gesamt                          | 2   | 0   | 0    | 2    | 00:29         |

### Spielarten
| Spielart                       | Sp. | Sg. | Uts. | Ndl. | Torverhältnis |
| ------------------------------ | --- | --- | ---- | ---- | ------------- |
| Heimspiele (H)                 | 0   | 0   | 0    | 0    | 0:0           |
| Spiele auf neutralem Platz (*) | 1   | 0   | 0    | 1    | 00:11         |
| Auswärtsspiele (A)             | 1   | 0   | 0    | 1    | 00:18         |
| Gesamt                         | 2   | 0   | 0    | 2    | 00:29         |

### Austragungsorte
| Austragungsort | Land      | Sp. | Sg. | Uts. | Ndl. | Torverhältnis |
| -------------- | --------- | --- | --- | ---- | ---- | ------------- |
| Amman          | Jordanien | 2   | 0   | 0    | 2    | 00:29         |
| Gesamt         | Gesamt    | 2   | 0   | 0    | 2    | 00:29         |

### Spielergebnisse
|      | Gegentore | Gegentore | Gegentore | Gegentore | Gegentore | Gegentore | Gegentore | Gegentore | Gegentore | Gegentore | Gegentore | Gegentore | Gegentore | Gegentore | Gegentore | Gegentore | Gegentore | Gegentore | Gegentore |
| Tore | 0         | 1         | 2         | 3         | 4         | 5         | 6         | 7         | 8         | 9         | 10        | 11        | 12        | 13        | 14        | 15        | 16        | 17        | 18        |
| ---- | --------- | --------- | --------- | --------- | --------- | --------- | --------- | --------- | --------- | --------- | --------- | --------- | --------- | --------- | --------- | --------- | --------- | --------- | --------- |
| 0    | -         | -         | -         | -         | -         | -         | -         | -         | -         | -         | -         | 1         | -         | -         | -         | -         | -         | -         | 1         |